# Giampaolo Matteuzzi
Giampaolo Matteuzzi (Firenze, 6 settembre 1932) è un ex velocista italiano.
Matteuzzi inizia fin da giovane una carriera di atletica leggera, passando dal gruppo di atletica leggera dell’Etruria di Prato, al gruppo sportivo Fiat. Giampaolo Matteuzzi è stato campione italiano di staffetta 4x100 nel 1954 a Firenze.
Il campione italiano è poi diventato parte della famiglia Fiat, dove ha lavorato come procuratore per 30 anni fino alla pensione. 
Fu proprio per meriti sul lavoro in Fiat che Matteuzzi ricevette in dono un prezioso orologio d'oro. Questo orologio è stato recentemente oggetto di una rapina compiuta da un criminale africano, originario della Somalia, che a Firenze dopo una colluttazione con il novantunenne Matteuzzi riuscì a strappare l'orologio d'oro poi recuperato dalla Polizia di Stato.<https://www.ilgiornale.it/news/cronaca-nera/clandestino-senza-fissa-dimora-e-precedenti-penali-chi-2226814.html>